# Karlo IV., car Svetog Rimskog Carstva
Karlo IV. Luksemburški (češki: Karel IV., njemački: Karl IV, mađarski: IV. Károly; 14. svibnja 1316., Prag – 29. studenog 1378., Prag) bio je car Svetog Rimskog Carstva (1355. – 1378.).

## Životopis
Rođen kao Vjenceslav (Václav), sin češkog kralja Ivana Luksemburškog, odgojen je na dvoru francuskog kralja Karla IV. God. 1331. postao je očev namjesnik u Italiji, a 1333. moravski markgrof. Pristaša je pape Klementa VI., a dio njemačkih knezova izabrao ga je za protucara Ludoviku IV. Bavarskom (1346.). Nakon očeve smrti okrunjen je za češkog kralja (1346.), a nakon smrti Ludviga Bavarskog (1347.) priznat i za njemačkog kralja.
Održavao je dobre odnose s papom, te je 1355. god. okrunjen i za kralja Lombardije, a iste godine i za rimsko-njemačkog cara. Tijekom vladanja davao je prednost očevini (Češko Kraljevstvo), te je 1356. god. objavio Zlatnu bulu kojom su utvrđene ustavne norme Carstva i određen položaj Češke (kao suverene države) prema Carstvu. Dao je sastaviti zakonsku osnovu zvanu Statuta ili Constitutiones (poslije Maiestas Carolina), po kojoj je Kruna nositelj suverenih prava države, a vladar samo privremeni vršitelj tih prava; češki su je staleži odbili potvrditi te je uskoro opozvana.
U cilju jačanja središnje državne vlasti nastojao je ograničiti povlastice krupnoga plemstva i vratiti državna imanja koja su velikaši nezakonito prisvojili.
Karlo IV. Luksemburški bio je i veliki poticatelj kulture, umjetnosti i školstva. Utemeljio je Sveučilište u Pragu (1348.), prvo u središnjoj Europi. Za njegovog pokroviteljstva u Pragu su završeni i Karlov most, Karlov trg, Praški dvor, i većina Katedrale sv. Vida (Peter Parler). Doveo je u Češku hrvatske glagoljaše koji su utemeljili benediktinsku opatiju Emaus (1347.).
Po Karlu IV. imenovani su između ostalog:
- - Karlštejn (Karlstein, Karlův Týn) češki gotički dvorac
  - Karlov most kameni gotički most u Pragu (1357)
  - Karlovo sveučilište u Pragu (Karlova univerzita)
  - Karlovy Vary zapadočeški grad također Karlsbad ili Carlsbad (nekoliko lokacija)
  - Karlín okrug grada u Pragu
  - 16951 Carolus Quartus (asteroid)

## Poveznice
- Popis njemačkih kraljeva i njemačko-rimskih careva
- Povijest Luksemburga

## Vanjske poveznice
| Prethodnik:         | njemačko-rimski car (1355. – 1378.) | Nasljednik:             |
| Fridrik III. Lijepi | njemačko-rimski car (1355. – 1378.) | Vaclav IV. Luksemburški |